# Darsūniškis
Darsūniškis (polonais : Dorsuniszki, yiddish : דאַרשונישאָק, Darshonishok) est un village au bord du fleuve Niémen dans municipalité du district de Kaišiadorys à l'ouest de la Lituanie. La population totale est de 307 habitants (2011).

## Histoire
Le village est l'un des plus anciens de Lituanie et remonte au XIVe siècle. La colline fortifiée de Darsūniškis faisait partie du système de défense contre l'ordre Teutonique. Elle est située le chemin des croisées allant de Insteburg en Prusse (aujourd'hui Tcherniakhovsk) à Trakai. Mentionnée dans les sources allemandes comme Dirsunen, la colline et son fort sont brûlés par les chevaliers teutoniques en 1372 et dans les années suivantes. Le château est reconstruit pour la chasse du Grand-Duc Vytautas, qui fait construire la première église au début du XVe siècle. La ville et ses terrains (en polonais : starostwo dorsuńskie) sont propriétés de Barbara Radziwiłł, reine de la Pologne et grande-duchesse de Lituanie.
À partir du début du XVIe au XIXe siècle, Darsūniškis est une possession de la famille Ogiński. La propriété est confisquée par le gouvernement russe après l'Insurrection de novembre en 1831. Dans les XVIe et XVIIe siècles, la ville était un centre de commerce d'artisanat, en particulier le commerce des bois. Il avait un quai pour le commerce des bateaux sur la rivière Nemunas. Au début de l'invasion suédoise de la Pologne lors de la Grande guerre du Nord les régiments suédois sont vaincus au cours de la bataille de Darsūniškis le 24 mars 1702 par l'armée polo-lituanienne. Charles XII de Suède ordonne à ses forces d'incendier la ville le 12 avril 1702 (seule l'église est épargnée). Le 7 décembre 1791, Darsūniškis reçoit le statut de ville (droit de Magdebourg) puis un blason.
Lors du recensement de 1890, la ville compte 737 habitants (540 Lituaniens, 102 juifs, 90 Polonais, 5 Russes). Les habitants juifs (environ 15 % de la population générale en 1923) sont assassinés par des Allemands assistés de nationalistes lituaniens lors d'exécutions de masse en août et en septembre 1941,,,.